# Castro (Cerdedo-Cotobade)
Castro (oficialmente y en gallego: Santa Baia de Castro) es una parroquia del concello de Cerdedo-Cotobade, en la comarca de Tabeirós - Tierra de Montes, provincia de Pontevedra, Galicia, España.